# Patrizia Ruiz
Patrizia Ruiz (11 de enero de 1987, Barcelona) es una cantante, actriz y bailarina española. Durante muchos años combinó la moda con sus estudios de Ingeniería Aeroespacial e interpretación, hasta que en 2011 fue seleccionada para participar en un programa musical televisivo. A partir de entonces se traslada a Madrid, donde se centra plenamente en su carrera artística. Desde entonces ha sido protagonista del musical Blancanieves Boulevard en el teatro Compac de Gran Vía y ha trabajado en el programa televisivo PremierCasino de Tele5.
Desde octubre de 2013 interpreta a Rocío en el musical Marta tiene un marcapasos, el musical de Hombres G.

## Sus comienzos
Desde que tenía cinco años mostró interés por el mundo de la música, danza e interpretación, empezó sus estudios de Teatro musical en la escuela Eòlia de Barcelona con 14 años, más tarde estudió interpretación en la Escuela "La Bobina" de Barcelona, además de estudiar música en diferentes escuelas. Mientras compaginaba la moda con sus estudios de Ingeniería trabajó ocasionalmente en una orquesta "New City Beats".  En 2012 empieza a estudiar interpretación en la escuela Cristina Rota de Madrid. 

## Experiencia profesional

### Teatro
- Musical -   Blancanieves Boulevard (Blancanieves, papel protagonista)

Navidades 2012/2013 en el Teatro Compac de Gran Vía (Jana Producciones). 
- Musical - Marta tiene un marcapasos (Hombres G)

Estreno 10 de octubre de 2013

### Largometrajes
- El cura y el veneno de Antoni Caimari (personaje escena agencia modelos.) Año 2012

- La estación del olvido (escena de camarera con guion) Año 2009

### Cortometrajes
- Una noche en Barcelona (Protagonista)  Año 2012

- Veo cosas (Alicia, papel protagonista)[3] Año 2012

### Televisión
- Presentadora Premier Casino (Tele5) Año 2013

## Sencillos
1. "Mentiras Piadosas" (N.º 1 en ventas en la sección de Rock en junio de 2012)[4]
2. "El Sol feat. Salva Di Nobles" (julio de 2012)[5]

Vida personal
Desde 2009 con Miguel Ángel Moyá , portero del Atlético del Madrid , aunque tuvieron un pequeño bache después de tener a su hija Ariah , en 2011 volvieron , el 22 de junio de 2015 se casaron y el 13 de enero de 2016 tuvo a su segundo hijo en común , Dorian.